# Resistance: Burning Skies
Resistance: Burning Skies est un jeu vidéo de tir à la première personne en développement sur PlayStation Vita. Il est développé par Nihilistic Software et édité par Sony. Cette fois le joueur incarne un pompier new-yorkais du nom de Tom Riley.

## Accueil
- Famitsu : 32/40[1]
- Jeuxvideo.com : 6/20[2]